# Vaccinium oldhamii
Vaccinium oldhamii är en ljungväxtart som beskrevs av Friedrich Anton Wilhelm Miquel. Vaccinium oldhamii ingår i Blåbärssläktet, och familjen ljungväxter. Utöver nominatformen finns också underarten V. o. glaucinum.

## Bildgalleri

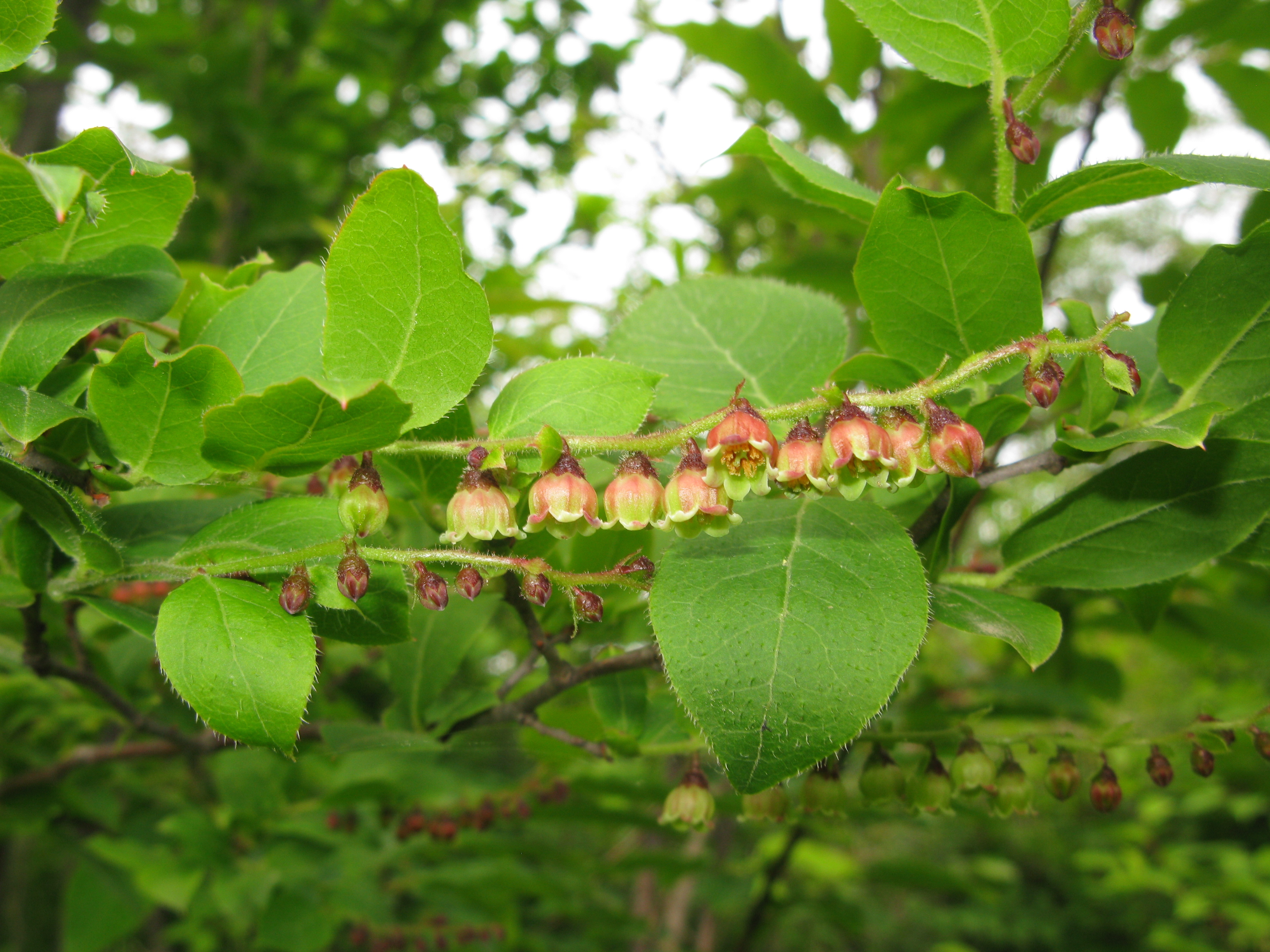
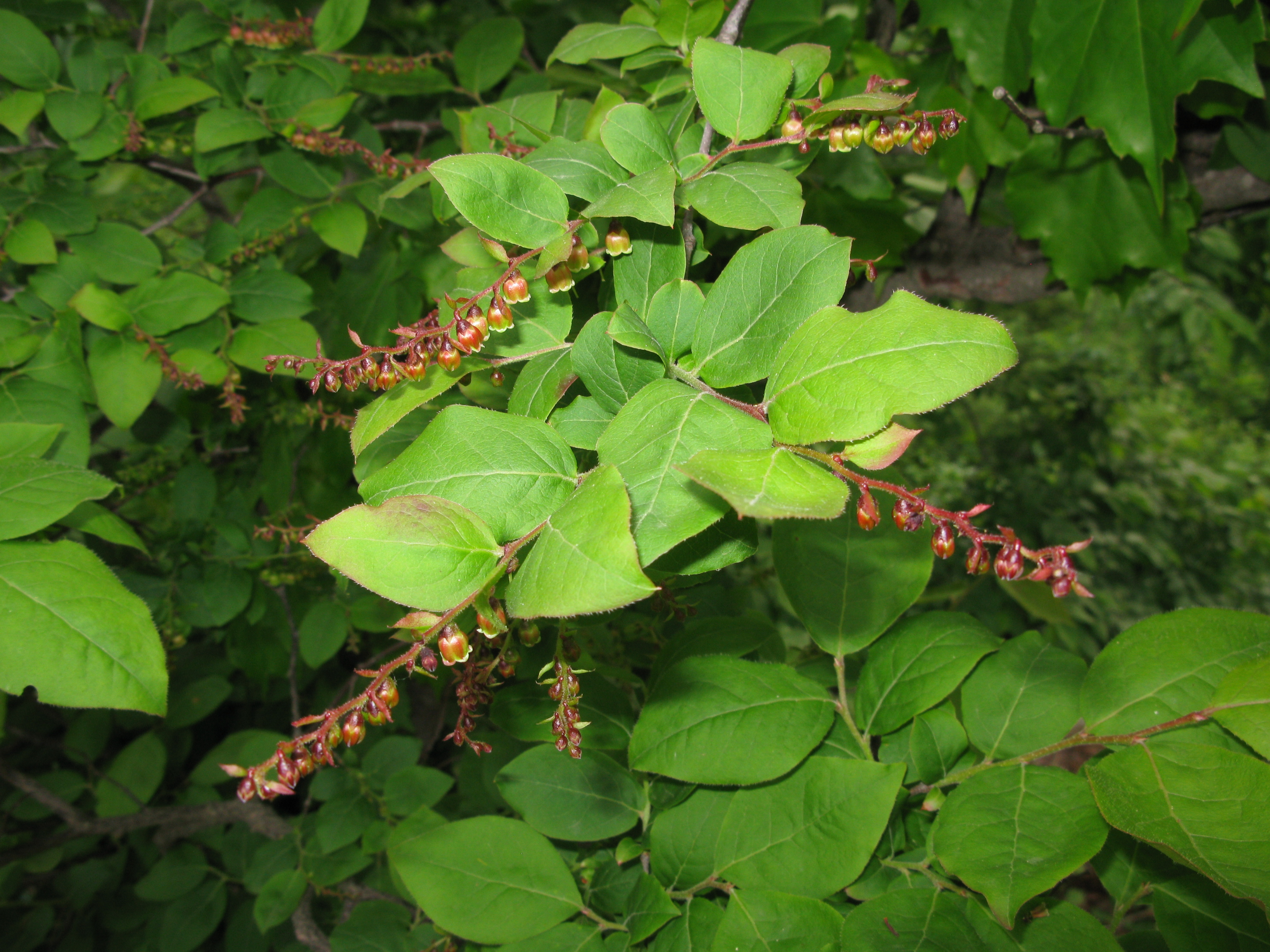
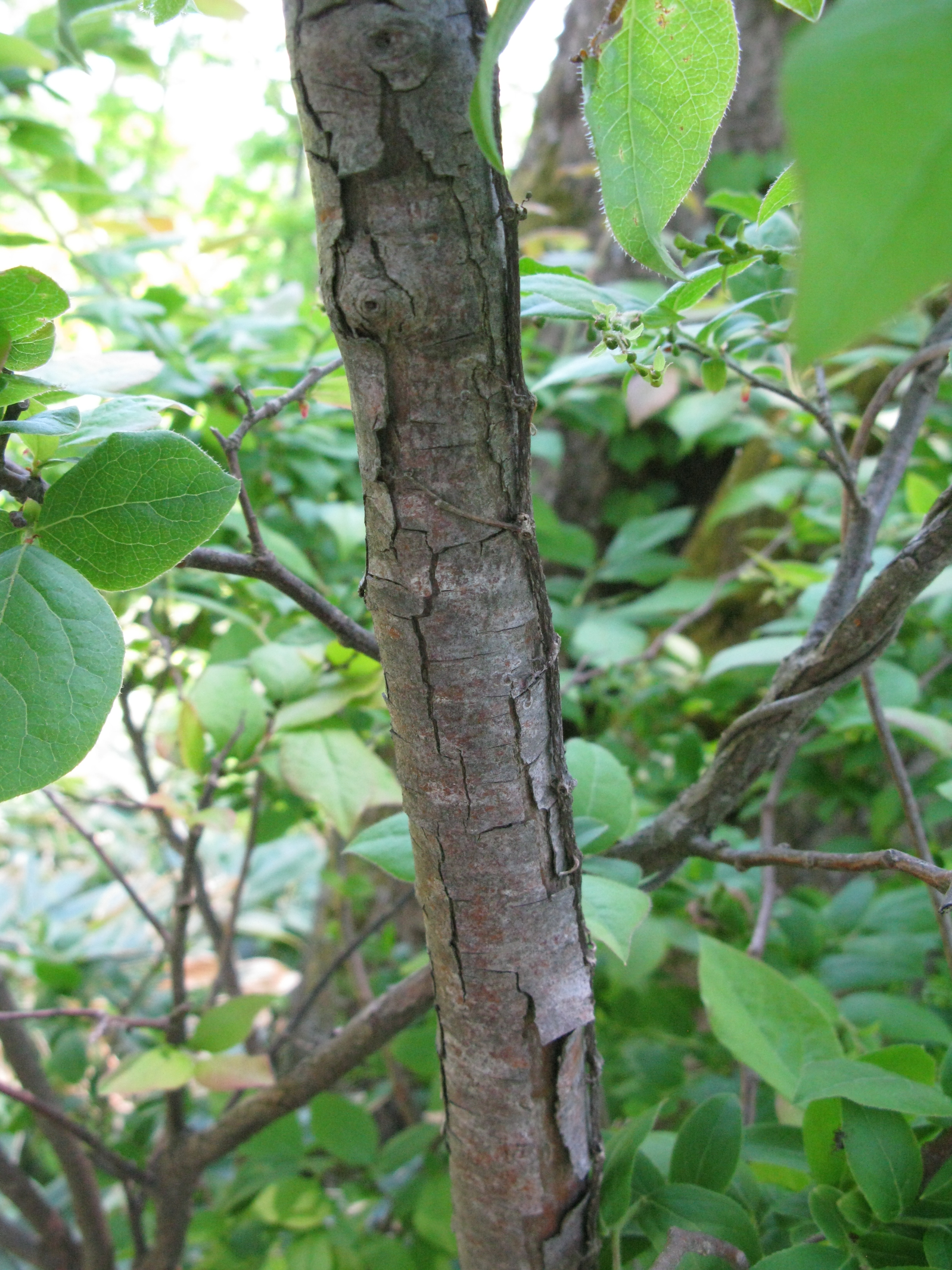
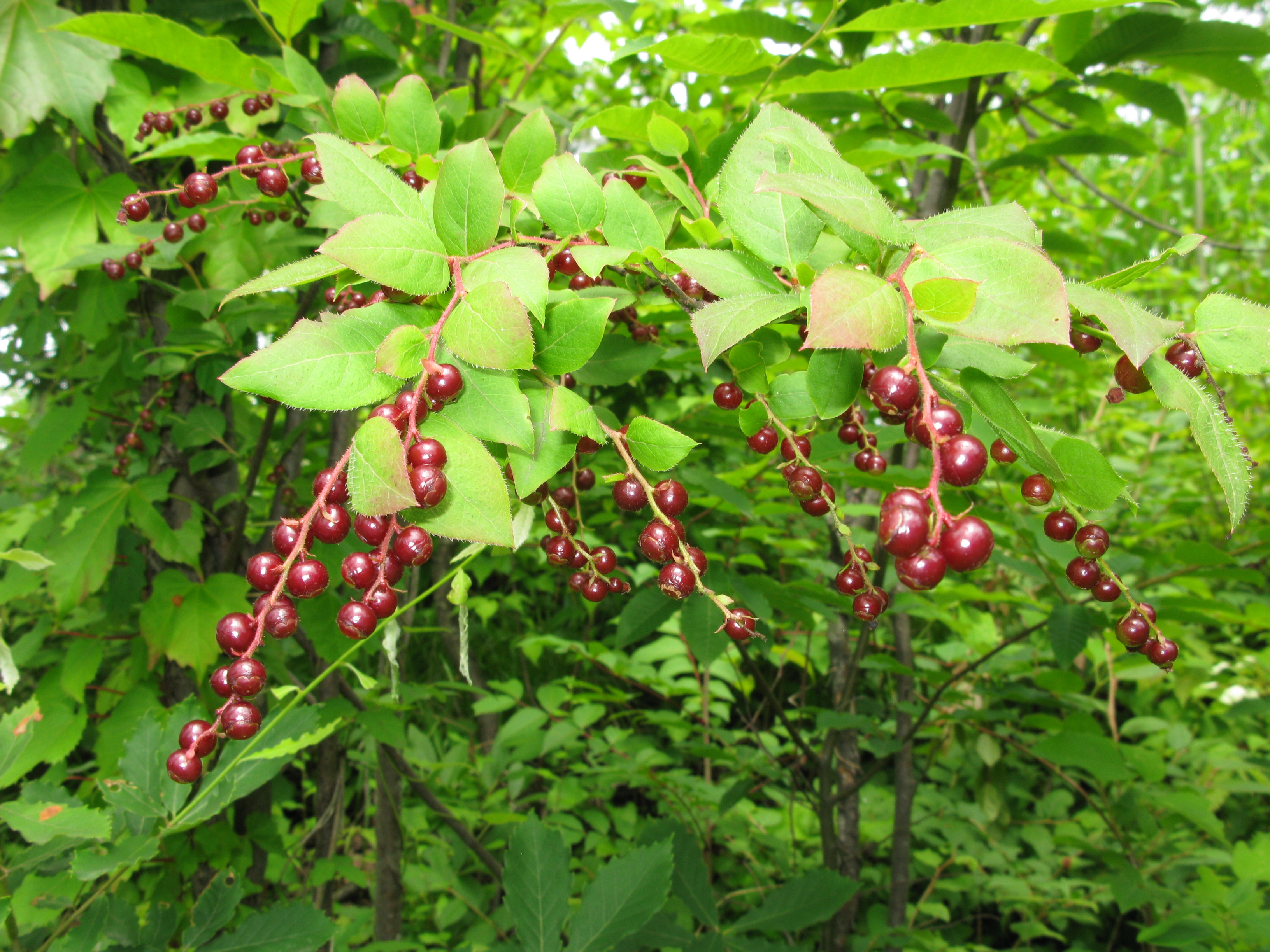